# 1931 Čapek
1931 Čapek è un asteroide della fascia principale. Scoperto nel 1969, presenta un'orbita caratterizzata da un semiasse maggiore pari a 2,5400260 au e da un'eccentricità di 0,2723977, inclinata di 8,26548° rispetto all'eclittica.
L'asteroide è dedicato allo scrittore ceco Karel Čapek.